# Giovanni Bottaioli
Giovanni Bottaioli (Pieve d'Olmi, 1900 – Cremona, 1959) è stato un politico italiano, comunista rivoluzionario ed internazionalista.

## Biografia
Giovanni Bottaioli (Butta), nato in una famiglia di braccianti, lavorò alla cascina Cittadella di Stagno Lombardo, con Pieve d'Olmi una delle roccaforti rosse della Bassa padana. Iscritto al Partito Socialista Italiano (PSI) dal 1919, aderì poi al Partito Comunista d'Italia (PCd'I). Contrario al patto di pacificazione, sottoscritto tra socialisti e fascisti nell'agosto del 1921, dichiarò al padre, consigliere comunale socialista e dirigente della locale cooperativa: «Se la cooperativa l'avete costruita per farci il patto con i fascisti, saremo noi a bruciarvela». Con il fratello Benedetto, organizzò la lotta contro lo squadrismo fascista, assestandogli duri colpi, come l'occupazione della sede  del fascio di Stagno Lombardo del 14 settembre 1921. Dovette desistere solo quando Roberto Farinacci, occupato solidamente il potere nel 1923, lo costrinse a emigrare a Marsiglia, dove giunse dopo un tortuoso itinerario, che toccò la Sardegna e la Calabria.
In Francia, si guadagnò da vivere come muratore piastrellista. Sostenne le posizioni della Sinistra, partecipando attivamente ai dibattiti che, in quel periodo, dilaniavano il Partito, sotto le incalzanti pressioni del nuovo gruppo dirigente di Antonio Gramsci e Palmiro Togliatti, allineato con le direttive di Mosca. Nel 1926, in una riunione di cellula, si scontrò con Maurice Thorez, il futuro segretario generale del Partito Comunista Francese (PCF), che lo apostrofò dicendogli: «Rappelle-toi, Jean, que je suis mineur!». Al che Bottaioli ribatté: «Rappelle-toi, Maurice, que je suis maçon».
Nel 1928, aderì alla Frazione di sinistra del PCd'I e fu quindi espulso dal Partito. Di fronte alla guerra, con Aldo Lecci e altri compagni si oppose all'indirizzo di Ottorino Perrone, che portò alla dissoluzione della Frazione. Nel 1943, a Marsiglia, con Lecci, Marc Chirik, Suzanne Voute e altri ricostituì la Frazione e fece parte della sua Commissione esecutiva.
Nel 1945, rientrato in Italia, aderì al Partito Comunista Internazionalista (PCInt.), assumendo ruoli dirigenti, che lo videro intervenire in tutte le località in cui nascevano gruppi di proletari rivoluzionari, dalle fabbriche del Nord alle campagne della Calabria. A Cremona, con Rosolino Ferragni, animò la Federazione, che raggiunse una significativa presenza nel territorio, soprattutto in importanti centri agricoli, come Viadana. Per suo impulso, nel 1946, la Federazione iniziò le pubblicazioni del quindicinale «L'Eco dei Comunisti», che riprendeva la vecchia testata, diretta nei primi anni Venti da Tarquinio Pozzoli.
In occasione della scissione del 1952, fu uno dei più fermi sostenitori della linea rappresentata da Onorato Damen, in contrasto con l'orientamento «attendista», rappresentato da Amadeo Bordiga. Nel partito, fortemente ridimensionato, fu membro del Comitato Esecutivo e direttore di «Battaglia Comunista», ma soprattutto fu un punto di riferimento per molti giovani, tra cui Danilo Montaldi, con il quale ebbe uno stretto rapporto di amicizia, collaborando inoltre al Gruppo di Unità Proletaria (GUP), che Montaldi, con Gianfranco Fiameni e altri, avevano costituito a Cremona nel 1957. Bottaioli morì improvvisamente nel 1959, mentre con un militante del GUP, Romano Alquati, trasportava una levigatrice sulle scale di casa.